# Ratzeputz
Ratzeputz er en bitter,  som er populær i Tyskland, og som indeholder ekstrakter og destillater af ingefærrod, der siges at være gavnlig for maven[kilde mangler]. Ratzeputz indeholder kun 58 procent alkohol; hvor den tidligere havde en højere alkoholprocent. Ingredienserne, som de fleste nok vil opfatte som stærke, efterlader en lang eftersmag i munden og halsen.
Af mange betragtes Ratzeputz som en manddomsprøve på grund af den stærke smag, og den har fået øgenavnet »rottegift«.
Ratzeputz blev første gang fremstillet i 1877 af Peter Weidmanns destilleri i Celle. Drikken er en velkendt stærk spiritus-baseret drik i byen og oplandet med Lüneburger Heide. Dens stærke, men sarte ingefærsmag har givet drikken betydelig international opmærksomhed. Ratzeputz blev oprindeligt tappet af C.W. Baland & Langebartels i Celle, mens den nu fremstilles på licens af Schwarze & Schlichte i Oelde.